# Джузеппе Мартеллі
Джузеппе Мартеллі (італ. Giuseppe Martelli, 27 квітня 1901, Молінелла — ?) — італійський футболіст, що грав на позиції нападника, зокрема, за «Болонью», у складі якої — дворазовий чемпіон Італії. 
Був відомий як Мартеллі II, оскільки мав молодшого брата Гастоне, також відомого за виступами у складі «Болоньї».

## Ігрова кар'єра
У дорослому футболі дебютував 1919 року виступами за команду «Группо Спортіво Болоньєзе», а з наступного року почав захищати кольори іншого клубу з Болоньї, «Віртус Болонья».
Врегті-решт 1923 року опинився у «Болоньї», не лише найсильнішій команді міста, але однієї з найкращих на той час в Італії, за яку відіграв 7 сезонів. За цей час двічі виборював титул чемпіона Італії. Завершив ігрову кар'єру виступами за «Болонью» у 1930 році.

## Титули і досягнення
- Чемпіон Італії (2):

«Болонья»: 1924-1925, 1928-1929